# Partido NISHAD
O Partido Nishad é um partido político na Índia . O Partido Nishad foi fundado em 2016. Nishad Party significa "Nirbal indiano Shoshit Hamara Aam Dal" . O Partido Nishad foi formado para capacitar Nishad, Kewats, Bind e outras comunidades cujas ocupações tradicionais se concentravam em rios, como barqueiros ou pescadores. Seu fundador é Sanjay Nishad, um ex-membro do Partido Bahujan Samaj . Segundo o Nishad, um partido separado representando essas comunidades era essencial, pois, embora tivessem desempenhado um papel integral nas vitórias do BSP e do Partido Samajwadi, os benefícios eram restritos a castas atrasadas dominantes como os Yadavs.    
O Partido Nishad concorreu com 100 candidatos nas eleições de 2017 na Assembléia Legislativa de Uttar Pradesh em aliança com o Partido da Paz da Índia, o Apna Dal e o Partido Jan Adhikar .  Nas eleições realizadas pelo BJP, o partido NISHAD ganhou apenas o distrito eleitoral de Gyanpur .  O líder do partido Sanjay Nishad ficou em terceiro lugar em Gorakhpur Rural, com 35.000 votos. 
Nas eleições de 2018 para os assentos de Phulpur e Gorakhpur Lok Sabha, o Partido Samajwadi se uniu a vários partidos menores, incluindo o Nishad, para estender sua base social para além dos Yadavs e Muçulmanos. O filho de Sanjay Nishad, Praveen Kumar Nishad, foi selecionado como candidato a Samajwadi em Gorakhpur, onde a comunidade Nishad é o segundo maior grupo demográfico.   Em uma grande virada, Praveen Nishad arrancou o assento do BJP, que não o perdia desde 1989. A margem de vitória foi de 21.000 votos. 
Em 4 de abril de 2019, o Partido NISHAD se uniu à Aliança Democrática Nacional com Praveen Kumar Nishad lutando e sendo eleito do distrito eleitoral de Sant Kabir Nagar com um ingresso do BJP . 